# París-Tours 1947
La París-Tours 1947 fue la 41.ª edición de la clásica París-Tours. Se disputó el 4 de mayo de 1947 y el vencedor final fue el belga Briek Schotte, que se impuso a sus siete compañeros de fuga. Esta sería la segunda victoria consecutiva que conseguiría el belga en esta prueba. 

## Clasificación general[3]
|    | Ciclista            | Equipo        | Tiempo     |
| -- | ------------------- | ------------- | ---------- |
| 1  | Briek Schotte       | Alcyon-Dunlop | 6h 39' 19" |
| 2  | Emile Idée          | -             | m.t.       |
| 3  | Albert Sercu        | Alcyon-Dunlop | m.t.       |
| 4  | Henri Massal        | -             | m.t.       |
| 5  | Antonin Rolland     | -             | m.t.       |
| 6  | Maurice Kallert     | -             | m.t.       |
| 7  | Lucien Lauk         | -             | m.t.       |
| 8  | Giuseppe Tacca      | -             | m.t.       |
| 9  | Lucien Vlaemynck    | -             | a 1'36"    |
| 10 | Edouard Fachleitner | -             | m.t.       |